# Polissoir des Roches
Le polissoir des Roches est un polissoir situé à Courgenay, en France.

## Localisation
Le polissoir est situé dans le département français de l'Yonne, sur la commune de Courgenay.

## Historique
L'édifice est classé au titre des monuments historiques en 1889.